# Vereniging van Beleggers voor Duurzame Ontwikkeling
De Vereniging van Beleggers voor Duurzame Ontwikkeling (VBDO) is een onafhankelijke, Nederlandse belangenvereniging voor verantwoord en duurzaam beleggen. Het doel van de vereniging is het verduurzamen van kapitaalstromen in met name Nederland en in enige mate binnen Europa. De vereniging opereert met name als kenniscentrum (onderzoek en kennisdeling) en netwerkorganisatie binnen en buiten de financiële sector. Haar leden bestaan met name uit institutionele beleggers en non-profit organisaties.  

## Geschiedenis
In 1995 richtte Piet Sprengers de VBDO op, vanuit de gedachte dat er veel impact gemaakt kon worden op het gebied van duurzame bedrijfsvoering, door als aandeelhouder in gesprek te gaan en waar nodig druk te zetten op bedrijven (engagement). Over de jaren heen richtte de vereniging zich op een steeds breder scala aan activiteiten. 
In 2006 nam Giuseppe van der Helm het van hem over. In 2012 organiseerde de VBDO de eerste Week van het Duurzaam Beleggen, wat in 2013 werd herhaald in samenwerking met acht banken en verzekeraars.
Sinds 1 maart 2016 is Angélique Laskewitz directeur.

## Activiteiten
Engagement
Een door de vereniging opgerichte commissie stelt vragen over duurzaamheid en vraagt bestuurders om toezeggingen op de algemene vergadering van aandeelhouders van beursgenoteerde bedrijven. De uitkomsten hiervan worden gebundeld in het VBDO engagement rapport, dat jaarlijks eind juni of begin juli wordt gepubliceerd. 
Benchmarks
Jaarlijks worden de beleggingsactiviteiten van de grootste, 50 Nederlandse pensioenfondsen onderzocht en tweejaarlijks die van de grootste, Nederlandse verzekeraars. De vergelijkende onderzoeken (benchmark) kijkt specifiek naar thema's goed bestuur, beleid, de implementatie en de mate van transparantie van de institutionele beleggers. Iedere partij krijgt vanuit de resultaten een eindscore van 1-5 toegewezen, waarbij de uitkomsten van het thema implementatie het sterkst meetellen (50%). De totaalscores worden onder elkaar gezet in een ranglijst voor pensioenfondsen en een voor de verzekeraars. De scores voor de laatst genoemde zijn ook terug te vinden op een aantal vergelijkingssites. 
Ook rapporteert de VBDO periodiek over het marktaandeel van duurzaam sparen en beleggen onder particulieren in Nederland.
Themastudies
De VBDO brengt jaarlijks één of meerdere themastudies uit over de rol van institutionele beleggers en vermogensbeheerders binnen een duurzaam thema, zoals klimaatverandering, biodiversiteit of de energietransitie. 
Publicaties van de VBDO zijn altijd publiekelijk beschikbaar.  
Evenementen
Enkele keren per jaar organiseert de vereniging een ledenplatform, waarbij kennisdeling tussen de leden onderling centraal staat. In samenwerking met andere partijen organiseert ze ook terugkerende evenementen zoals HUMAN, een bijeenkomst over de nieuwste ontwikkelingen binnen het thema mensenrechten. Vaak worden er gedurende het jaar zowel fysieke bijeenkomsten als webinars of expert sessies georganiseerd, al dan niet over de resultaten van de themastudies. 